# Storm van 2 januari 1976

Omgewaaide boom na Januaristorm 1976 op de Elandsgracht, Amsterdam

De storm van 2 januari 1976 was een zeer zware storm, die in de nacht van 2 op 3 januari over Nederland en België trok. Deze storm was de derde in een meteorologisch gezien relatief korte tijd (de eerdere stormen waren op 13 november 1972 en 2 april 1973). De depressie die de storm veroorzaakte begon nabij de Azoren en trok daarna via de Noordzee, Denemarken en Oekraïne naar de Oeral.

## Nederland

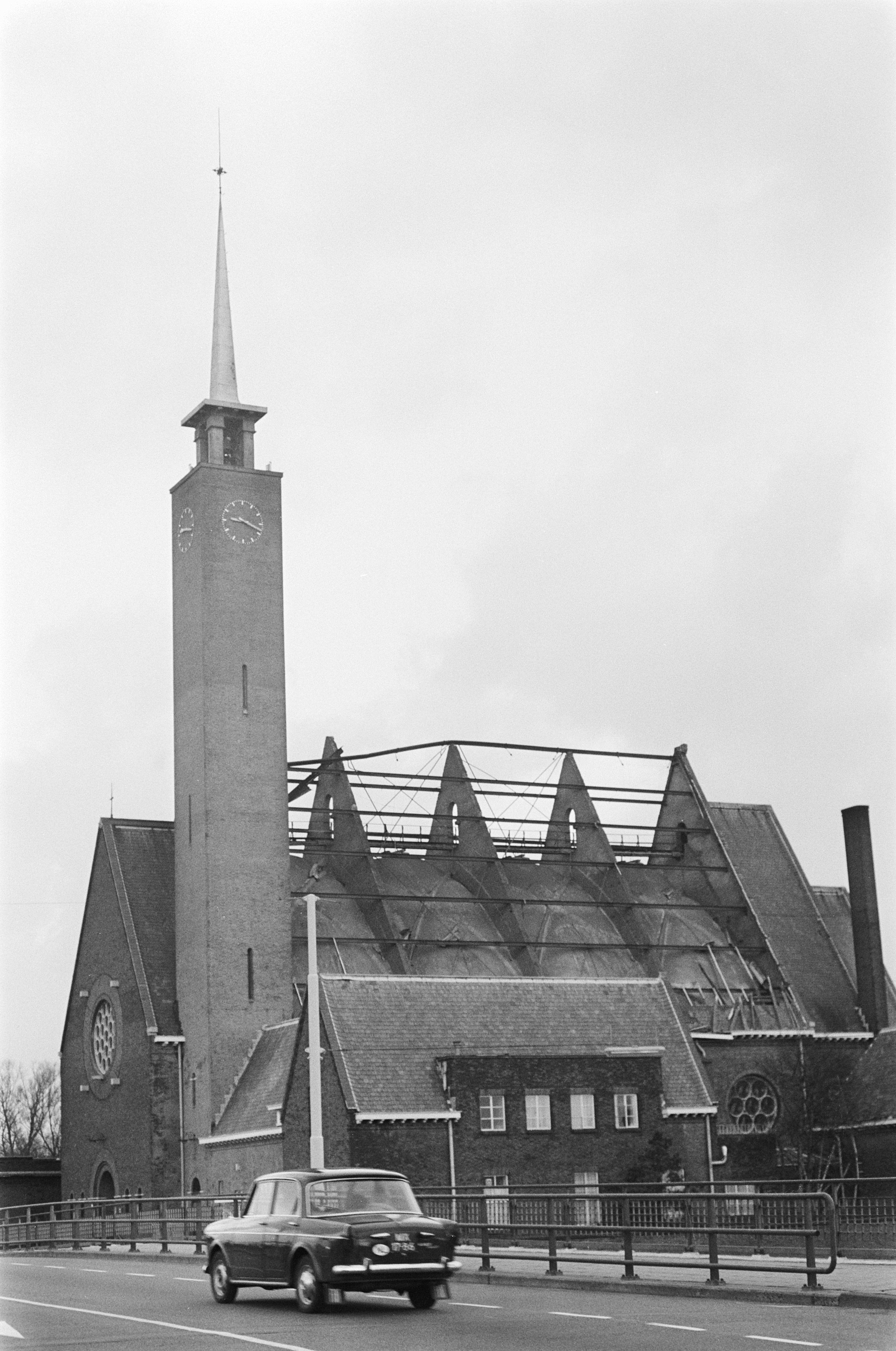
De Sint-Annakerk in Amstelveen zonder dak

Tijdens de storm vielen in Nederland twee doden. Beiden werden het slachtoffer van windstoten. Op de Afsluitdijk werd een auto in het water geblazen. Alleen de bestuurder kon zich redden. De schade door de storm was enorm. Langs de Hollandse kust was veel duinafslag en ook veel dijken raakten beschadigd. Bij Vlissingen bijvoorbeeld werd een gat in de Boulevard geslagen. De enorme strand- en duinafslag op Texel bracht ook de Eierlandse polder in gevaar. Een ontruiming werd overwogen maar dit bleek uiteindelijk niet nodig. Op Ameland verdween niet alleen een flink stuk strand en duin in de golven, maar ook Hotel Steinvoorte.
Ook landinwaarts was er veel schade. Zo verloor de Sint-Bonifatiuskerk in Leeuwarden zijn torenspits, terwijl de Sint-Annakerk in Amstelveen zijn dak weg zag vliegen. Evenals bij de eerdere storm in 1972 was er veel schade aan bossen. De storm van 13 november 1972 had veel gaten in bossen geslagen en daardoor kon de wind vat krijgen op andere bomen. De meeste schade van dit type werd aangericht in Friesland en Drenthe.
Op zee was het effect van de storm nog veel heviger. Waar op het land windsnelheden werden gemeten van 10 op de Schaal van Beaufort, namen verschillende lichtschepen en boorplatforms windsnelheden waar van kracht 12 (orkaan). Het opstuwend effect van de wind veroorzaakte bij Vlissingen extreem hoogwater: +4,06 meter NAP, dat was de hoogste stand sinds de Watersnoodramp toen +4,55 meter NAP werd gemeten. Enige tientallen schepen kwamen op de Noordzee in moeilijkheden, ten minste tien mensen verdronken. Bij Ameland liep de Capella, 617 ton, aan de grond en zonk daarna. Bij 's-Gravenzande liep de Stardust, 1800 ton, op het strand. Bij IJmuiden was het twee keer raak. De ertstanker Brasilia, 72.000 ton, op weg naar Hoogovens liep vast op het Forteiland. De sleepboot Stentor (Wijsmuller) kwam haar te hulp maar werd door een tros in de schroef zelf op de noordpier geworpen. De sleepboot Henriette S.M. Goedkoop (gebr. Goedkoop) bracht de Stentor terug naar veilige haven. Vijf sleepboten (3x Goedkoop, 2x Wijsmuller) hielden de Brasilia weg van verder onheil en trokken hem na de storm vlot.

## België en Zeeland
Met name in Zeeland en het daarachter gelegen stroomgebied waren problemen door extreem hoog water. Zo moest men in Stavenisse, aan de toen nog niet afgesloten Oosterschelde, de vloedplanken zetten om te voorkomen dat het laaggelegen dorp overstroomde. De dijkcoupure aldaar ligt op 3.50 meter boven NAP, ruim boven springtijniveau.
Door het extreme hoogwater in combinatie met de storm braken bij Walem en Ruisbroek dijken door. Dit veroorzaakte grote overstromingen in de provincie Antwerpen. Na deze overstromingsramp werd in Vlaanderen het Sigmaplan opgesteld, dat het Zeescheldebekken moet beveiligen tegen stormvloeden vanuit de Noordzee.

## Verenigd Koninkrijk
Het Verenigd Koninkrijk werd ook zeer hard getroffen. Vierentwintig personen verloren hier het leven, de meeste bij ongelukken als gevolg van windstoten en bomen op de weg. Ook hier werd veel schade aangericht aan bossen. De extreme regenval die hier met de storm gepaard ging veroorzaakte veel overstromingen, waardoor wegen in het getroffen gebied onbegaanbaar waren.

## Denemarken
De storm veroorzaakte een forse verhoging van het zeepeil bij Denemarken. Zo werd bij Højer aan de Duitse grens een waterstand van +4.90 ten opzichte van het normaalpeil gemeten. Tegen deze hoge zee waren dijken op Jutland, Seeland en Funen niet bestand. Duizenden mensen moesten daardoor geëvacueerd worden.

## Bondsrepubliek Duitsland
Ook in Duitsland moesten de dijken het ontgelden. Na de stormramp van 1962 waren de meeste dijken wel verbeterd en verhoogd, maar op twee plaatsen in Sleeswijk-Holstein werden ze toch doorbroken. Ook in de Elbemonding bij Brunsbüttel brak de dijk door. In West-Duitsland vielen 12 doden.

## Slachtoffers
In het gehele gebied dat door de storm getroffen werd, zijn ruim 60 doden geteld:
- Verenigd Koninkrijk: 24 doden
- Bondsrepubliek Duitsland: 12 doden
- Noordzee: ten minste 10 doden
- Zweden: 4 doden
- Ierland: 4 doden
- Nederland: 2 doden
- België: 2 doden
- Andere landen: 2 doden